# Хижняк, Александр Александрович
Александр Александрович Хижняк  (укр. Олександр Олександрович Хижняк; род. 3 августа 1995, Полтава) — украинский боксёр-любитель, выступающий в средней и в полутяжёлой весовых категориях. Олимпийский чемпион 2024 года, серебряный призёр Олимпийских игр 2020 года, чемпион мира (2017), двукратный чемпион Европейских игр (2019, 2023), бронзовый призёр Европейских игр (2015), чемпион Европы (2017), многократный победитель международных и национальных первенств в любителях. Заслуженный мастер спорта Украины.

## Любительская карьера
Наибольшим достижением Хижняка в младших возрастных категориях была победа на юношеском чемпионате мира 2012 года, который проходил в Ереване.
С 2013 года начал привлекаться за основную мужскую сборную Украины, выступая в полутяжелой весовой категории. В 2013 и 2014 году становился серебряным призером чемпионата Украины. Параллельно в 2014—2015 годах выступал в полупрофессиональной лиге WSB за команду «Украинские атаманы».
В июне 2015 года стал бронзовым призёром Европейских игр в Баку.
В июне 2017 года стал чемпионом на чемпионате Европы в Харькове. А в сентябре 2017 года стал чемпионом на чемпионате мира в Гамбурге, и также там был объявлен лучшим боксёром чемпионата. Был признан лучшим спортсменом 2017 года на Украине.
В феврале 2019, 2020, 2021 и 2022 годов стал четырёхкратным чемпионом в весе до 75 кг престижного международного турнира «Странджа», проходившего в Софии (Болгария).
В июне 2019 года стал чемпионом Европейских игр в Минске.

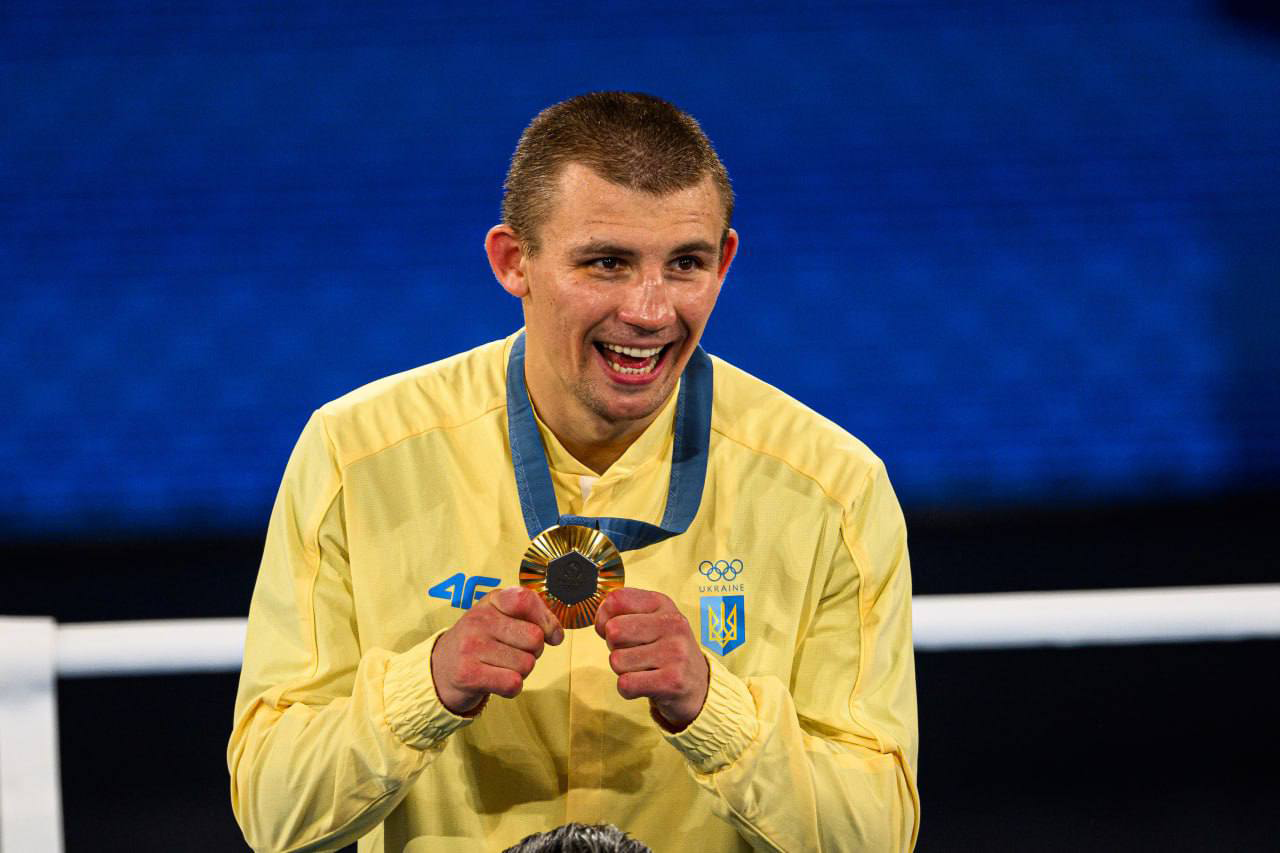
Хижняк с золотой медалью Олимпийских игр 2024 года

В начале июня 2021 года в Париже (Франция), стал победителем Европейского Олимпийского квалификационного турнира, в финале турнира победив россиянина Глеба Бакши, и прошёл квалификацию на Олимпийские игры в Токио.
И в августе 2021 года стал серебряным призёром Олимпийских игр в Токио, в финале нокаутом проиграв бразильцу Эберту Консейсану, побеждая по ходу боя по очкам.
На Европейских играх 2023 года стал чемпионом и квалифицировался на Олимпийские игры 2024. Участвуя в Олимпийских играх в Париже, в 1/8 финала соревнований Хижняк сначала победил Пилипа Акилова из Венгрии, уроженца Украины (4:0), затем в четвертьфинале взял верх над Вандерлеем Перейрой из Бразилии (5:0), в полуфинале победил двукратного олимпийского чемпиона, кубинца Арлена Лопеса, и в финале 8 августа 2024 года завоевал золотую олимпийскую медаль, победив казаха Нурбека Оралбая.

## Награды
- Орден князя Ярослава Мудрого IV степени (23 августа 2024) — за достижение высоких спортивных результатов на ХХХІІІ летних Олимпийских играх в городе Париже (Французская Республика), проявленные самоотверженность и волю к победе, утверждение международного авторитета Украины[11]
- Орден князя Ярослава Мудрого V степени (23 августа 2023) — за значительные заслуги в укреплении украинской государственности, мужество и самоотверженность, проявленные в защите суверенитета и территориальной целостности Украины, весомый личный вклад в развитие разных сфер общественной жизни, отстаивание национальных интересов нашего государства, добросовестное выполнение профессиональной обязанности[12]
- Орден «За заслуги» I степени (16 августа 2021) — за достижение высоких спортивных результатов на ХХХІІ летних Олимпийских играх в городе Токио (Япония), проявленные самоотверженность и волю к победе[13].
- Орден «За заслуги» II степени (15 июля 2019) — за достижение высоких спортивных результатов на II Европейских играх в г. Минске (Республика Беларусь), проявленные самоотверженность и волю к победе[14].
- Орден «За заслуги» III степени (24 августа 2017) — за значительный личный вклад в государственное строительство, социально-экономическое, научно-техническое, культурно-образовательное развитие Украины, весомые трудовые достижения и высокий профессионализм[15].